# Прион
 Тази статия е за протеина.  За птицата вижте Китова птица.  
Прионът (съкращение от протеинна инфекциозна частица) е вид инфекциозен агент, който не съдържа нуклеинови киселини и се състои само от белтък. Прионите са аномално структурирани (пространствено нагънати) форми на белтъците, които попаднали в организма са способни да се самовъзпроизвеждат и по този начин отключват верижна реакция на преобразуване на структурата на нормалните белтъчни молекули.
Въпреки че точният механизъм на действието и разпространението им не е известен, понастоящем широко се приема, че те са причинители на известни от по-рано, но слаборазбираеми болести, обикновено класифицирани като трансмисивни спонгиформни енцефалопатии (TSE), между които скрейпи (болест по овцете), алеутска болест по норките, хронична изтощаваща болест, куру (разпространена сред канибалското в миналото племе Форе в Папуа Нова Гвинея), болест на Кройцфелд – Якоб (CJD), синдром на хроничното изтощение (CWD), фатално фамилно безсъние (FFI), синдром на Герстман – Щрауслер-Шайнкер (GSS) и спонгиформна енцефалопатия по говедата (BSE или „луда крава“). Тези болести засягат структурата на мозъчната тъкан и всички са фатални и нелечими.
За всички открити приони се смята, че инфектират и се разпространяват чрез образуване на амилоидна гънка. Но тъй като всяка инфекциозна белтъчна частица може да се определи като прион, са възможни и други механизми.

## PrP и прионната хипотеза

### Откриване
Теорията, че ТСЕ се причиняват от инфекциозен агент, съдържащ единствено белтък, съществува от 60-те години на миналия век. Тази теория е създадена, за да се обясни откритието, че тайнственият инфекциозен агент, причиняващ болестта на Кройцфелд – Якоб, е устойчив на ултравиолетови лъчи (които разрушават нуклеиновите киселини), но е податлив на агенти, разрушаващи белтъците. Пробивът настъпва през 1982 г., когато изследователи, ръководени от Стенли Прусинър от Калифорнийския университет в Сан Франциско, пречистват инфекциозен материал и потвърждават, че инфекциозният агент се състои главно от специфичен белтък. Прусинър изковава думата „прион“ като наименование на инфекциозния агент, като комбинира първите срички на думите „протеинов“ и „инфекциозен“. Инфекциозният агент бил наречен „прион“, а специфичният белтък, от който е съставен, бил наречен PrP. Стенли Прусинър получава Нобелова награда за физиология или медицина през 1997 г. за това изследване.

### Структура
По-нататъшните изследвания показват, че PrP се намира в тялото дори на здрави хора и животни. Но PrP, намерен в инфекциозен материал (т.е. PrP, образуващ прионите), има различна пространствена структура и е устойчив на протеазите – ензими, които могат да разлагат белтъци. Нормалната форма на белтъка се нарича PrPC, а инфекциозната форма се нарича PrPSc – „C“ обозначава клетъчен PrP, а „Sc“ идва от „скрейпи“ – прионно заболяване по овцете. PrPC се намира върху мембраните на клетките, но нормалната му функция не е напълно установена. След предлагането на оригиналната хипотеза е открит генът за PrP – PRNP генът. Някои ТСЕ могат да се наследяват и във всички наследени случаи има мутация в PRNP гена. Установени са много различни PRNP мутации и се смята, че мутациите по някакъв начин увеличават вероятността PrPC спонтанно да се превърне в PrPSc. Трябва да се отбележи обаче, че ТСЕ са единствените болести, които могат да са спорадични (случайно проявени), генетични или инфекциозни.
Въпреки че идентичността и основните свойства на прионите сега са добре познати, механизмът на прионната инфекция и размножаване остава тайна. Обикновено се приема, че PrPSc взаимодейства пряко с PrPC, за да го накара да промени структурата си. Една идея, хипотезата „Белтък Х“, е, че някакъв все още неоткрит клетъчен белтък (белтък X) прави преобразуването на PrPC в PrPSc възможно, като събира в комплекс по една молекула от двата.
Въпреки че точната триизмерна форма на PrPSc не е позната, се знае, че има увеличаване броя на β-листовете в инфекциозната молекула, които заменят нормалните α-спирали.
Преди прозрението на Прусинър всички познати патогени (бактерии, вируси и др.) са съдържали нуклеинови киселини, необходими за възпроизводството. Прионната хипотеза е била много спорна, защото на пръв поглед противоречала на „главната догма на съвременната биология“, според която всички живи организми използват нуклеинови киселини, за да се размножават. Хипотезата „само белтък“ – че един белтък (който, за разлика от ДНК, няма очевидни средства за размножение) би могъл да се възпроизведе – първоначално е посрещната със скептицизъм. Но свидетелства в полза на тази хипотеза се натрупват постоянно и сега тя е широко приета. Вместо да противоречи на централната роля на ДНК, прионната хипотеза предлага един специален случай, при който просто промяната на формата на един белтък (без промяна на неговата аминокиселинна последователност) може да промени биологическите му свойства.

### Нормална функция на PrP
Физиологичната функция на прионовия протеин остава слабо известна. Докато данните от ин витро експерименти предполагат много различни роли, проучванията върху PrP нокаутни мишки предоставят само ограничена информация, тъй като те проявяват само незначителни аномалии. При изследване, проведено върху такива мишки, е установено, че разцепването на PrP в периферните нерви причинява активиране на възстановяването на миелина и че липсата на PrP протеини причинява демиелинизация в тези клетки.